# Abdullah Avcı
Pour les articles homonymes, voir Avcı.
Abdullah Avcı, né le 31 juillet 1963 à Istanbul en Turquie, est un footballeur turc, devenu entraîneur à l'issue de sa carrière professionnelle. Il évoluait au poste d'attaquant.

## Biographie

### Carrière d'entraîneur
Abdullah Avcı prend la tête de l'équipe de Turquie des moins de 17 ans en 2005.  Lors de l'Euro des moins de 17 ans de 2005 en Italie, il dirige la sélection jusqu'en finale et permet de remporter le titre contre le Pays-Bas (victoire 2-0). Puis lors de la Coupe du monde des moins de 17 ans de 2005 au Pérou, il dirige la sélection jusqu'à la petite finale, et s'incline contre les Pays-Bas (défaite 2-1) et termine 4e du tournoi.
En août 2006, il est nommé entraîneur de l'İstanbul BB. Lors de la saison 2010-11, il atteint jusqu'en finale de la Coupe de Turquie, et s'incline contre Beşiktaş (2-2, 4-3 aux tirs au but).
Le 17 novembre 2011, il est nommé sélectionneur de l'équipe nationale de la Turquie à la suite de la démission de Guus Hiddink. Le 20 août 2013, il démissionne de son poste de sélectionneur de Turquie. Fatih Terim lui succède.
Il dirige l'équipe de Turquie entre 2011 et 2013, sur un total de 18 matchs. Son bilan à la tête de l'équipe nationale est de 6 victoires, 4 matchs nuls et 8 défaites.
En juin 2014, il est de nouveau entraîneur de l'İstanbul Başakşehir.
Le 1er juin 2019, il est nommé entraîneur de Beşiktaş, en remplacement de Şenol Güneş, nommé à la tête de la sélection turque en février 2019.

## Palmarès

### En tant qu'entraîneur
- Avec l'équipe de Turquie des moins de 17 ans
  - Vainqueur de l'Euro des moins de 17 ans en 2005
- Vainqueur de la Super Coupe de Turquie 2020 avec Trabzonspor.

- Champion de Turquie en 2022 avec Trabzonspor.

### Distinctions personnelles
- Meilleur entraîneur turc de l'année en 2005